# Lista de confirmări ale Senatului Statelor Unite ale Americii pentru Curtea Supremă de Justiție
Nominalizările judecătorilor pentru Curtea Supremă de Justiție a Statelor Unite ale Americii se fac de către președintele american aflat în exercițiul funcțiunii, se verifică de către Comitetul Judiciar al Senatului și se confirmă de către Senat, cu o majoritate simplă de 50+1, în adunarea sa generală completă (100 de senatori, câte doi pentru fiecare stat al Statelor Unite ale Americii). 
Confirmările actualilor membri ai Curții Supreme de Justiție a Statelor Unite ale Americii au fost votate de către Senat, începând cu 1972, după cum urmează: 
- 68 - 26, în 1972, pentru William Rehnquist;
- 98 -  0, în 1975, pentru John Paul Stevens;
- 99 -  0, în 1981, pentru Sandra Day O'Connor, prima femeie aleasă vreodată ca membră a  Curții Supreme de Justiție a Statelor Unite ale Americii;
- 98 -  0, în 1986, pentru Antonin Scalia;
- 65 - 33, în 1986, pentru William Rehnquist, ca cel de-al șaisprezecelea Șef al Curții Supreme de Justiție a Statelor Unite ale Americii;
- 97 -  0, în 1988, pentru Anthony M. Kennedy;
- 90 -  9, în 1990, pentru David Souter;
- 52 - 48, în 1991, pentru Clarence Thomas, a doua persoană de descendență africană aleasă vreodată ca membru al Curții Supreme de Justiție a Statelor Unite ale Americii -- primul judecător de descendență africană ales ca membru al CSJ a SUA a fost Thurgood Marshall;
- 96 -  3, în 1993, pentru Ruth Bader Ginsburg, a doua femeie aleasă vreodată ca membră a Curții Supreme de Justiție a Statelor Unite ale Americii;
- 87 -  9, în 1994, pentru Stephen Breyer;
- 78 - 22, în 2005, 29 septembrie, orele 11:31, nominalizarea PN801 cu numărul de ordine 00245, pentru John G. Roberts, Jr., ca cel de-al șaptesprezecelea Șef al Curții Supreme de Justiție a Statelor Unite ale Americii (sursa Comitetul Juridic al Senatului S.U.A., vedeți Al 109-lea Congress al SUA, sesiunea întâi).  John G. Roberts, Jr. l-a înlocuit pe William Rehnquist, care decedase anterior.
- 52 - 48, în 2006, 31 ianuarie, orele 11:01, nominalizarea PN1059, având numărul 00002, pentru Samuel A. Alito, Jr., din New Jersey, ca membru al Curții Supreme de Justiție a Statelor Unite ale Americii (sursa Comitetul Juridic al Senatului S.U.A., vedeți Al 109-lea Congress al SUA, sesiunea a 2-a).  Samuel A. Alito Jr. a înlocuit-o pe Sandra Day O'Conner, care s-a retras.

- 54 - 45, în 2017, în ziua de 7 aprilie, judecătorul curților de apel din al zecelea circuit (United States Court of Appeals for the Tenth Circuit, 2006–2017), Neil Gorsuch, a devenit judecătorul asociat al Curții Supreme de Justiție a Statelor Unite. A fost propus de Donald Trump pentru a-l înlocui pe judecătorul asociat Antonin Scalia, care decedase.

- 50 - 48, în 2018, sâmbătă, 6 octombrie, la orele 16:01:09 (EST local time), Brett Kavanaugh [1] a devenit cel de-al 114-lea judecător al Curții Supreme de Justiție, de la înființarea sa în 1789, conform Constituției Statelor Unite. Brett Kavanaugh l-a înlocuit pe judecătorul asociat Curții Supreme, Anthony Kennedy, care s-a retras la 31 iulie 2018.

- -     - Sursa: Comitetul Juridic al Senatului S.U.A.